# こぎつね座アルファ星
こぎつね座α星（こぎつねざアルファせい、α Vul / α Vulpeculae）は、こぎつね座で最も明るい恒星である。
こぎつね座α星は、赤色巨星である。こぎつね座8番星と広い見かけの二重星を形成している。

## 名称
固有名のアンサー (Anser) は、ラテン語で「ガチョウ」を意味する言葉に由来する。これは、こぎつね座がかつて「こぎつねとがちょう座」 (Vulpecula et Anser) と呼ばれていたことに関連している。2017年6月30日、国際天文学連合の恒星の固有名に関するワーキンググループは、Anser をこぎつね座α星の固有名として正式に承認した。